# Angélica Mayolo Obregón
Angélica María Mayolo Obregón (Buenaventura, 6 de enero de 1990) es una abogada y política colombiana.

## Reseña biográfica
Nació en la ciudad portuaria de Buenaventura en 1990, hija de Antonio Mayolo, fundador y rector del Gimnasio Buenaventura, el colegio más grande de la ciudad, y de Merlyn Obregón, bacterióloga y gerente de un laboratorio clínico en el puerto. Estudió Derecho en la Universidad Javeriana, en Cali, y se especializó en Derecho Administrativo en la misma institución, en Bogotá, y obtuvo una maestría en Derecho Internacional y Comparado de la Universidad de California en Los Ángeles.
Realizó su judicatura en la Sección Tercera del Consejo de Estado y en 2012 se convirtió en asesora de la consejería para la Competitividad de la Presidencia, durante el Gobierno de Juan Manuel Santos. También fue profesional de la Gerencia del Pacífico de la Presidencia de la República.
En 2016 fue designada como jefa de Asuntos Internacionales del Ministerio de Ambiente y Desarrollo Sostenible, durante el Ministerio de Luis Gilberto Murillo.
En 2018 fue nombrada como Secretaria de Desarrollo Económico de Cali, bajo la administración del Alcalde Maurice Armitage. Por su destacada gestión en ese cargo, en 2019 la fundación Obama la eligió como una de los 11 jóvenes que se reunirían con el expresidente estadounidense Barack Obama para hablar de como disminuir la desigualdad.
En 2020 fue elegida como Presidenta Ejecutiva de la Cámara de Comercio de Buenaventura. El 21 de mayo de 2021 fue designada por el presidente Iván Duque Márquez como la 12° Ministra de Cultura de Colombia, siendo la octava mujer en ejercer la jefatura de ese ministerio. Su nombramiento se dio en el marco de la celebración del día de la afrocolombianidad. Reemplazó en la cartera de Cultura a Felipe Buitrago Restrepo.